# Pieve Tesino
Pieve Tesino – miejscowość i gmina we Włoszech, w regionie Trydent-Górna Adyga, w prowincji Trydent.
Według danych na rok 2004 gminę zamieszkiwało 771 osób, 10,4 os./km².